# Fernando João Batista Coelho Pompeu
Fernando João Batista Coelho Pompeu (Fortaleza, 6 de setembro de 1918 — 4 de novembro de 1996) foi um médico neurologista brasileiro.
Foi eleito membro da Academia Nacional de Medicina em 1980, ocupando a Cadeira 47, que tem Luís Pedro Barbosa como patrono.